# سندات الخزينة الأميركية

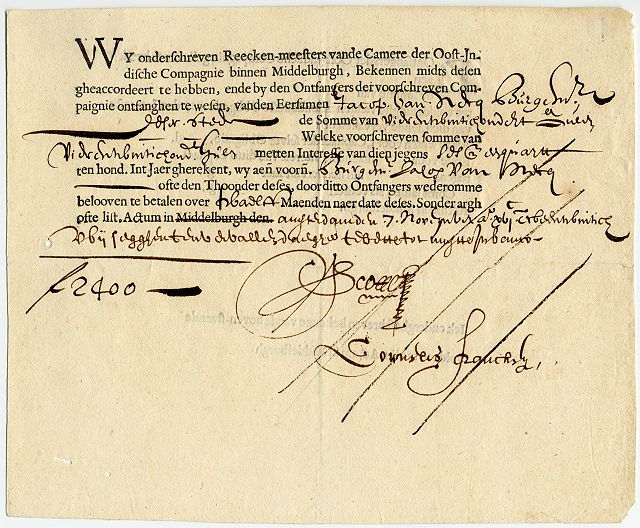

ظهرت سندات الخزينة الأميركية لأول مرة عندما قررت الولايات المتحدة دخول الحرب العالمية الأولى ووجدت نفسها في حاجة للمال لتمويل الحرب. وهنا برزت فكرة طرح سندات مستحقة الأداء بعد عدد معين من السنوات وبنسبة فائدة محددة لجمع المال من العموم ومن المؤسسات. واستمرت الحكومة الأميركية في الحصول على تمويل الإنفاق وسد عجز الميزانية من خلال بيع سندات الخزينة إلى يومنا هذا، حيث يثور النقاش الآن حول سلامة هذه السندات وأمانها على المدى الطويل.
و حاليا تملك البنوك الأجنبية وصناديق الاستثمار والبنوك قيما كبيرة جدا من سندات الخزينة الأميركية. وتعد الصين أهم مالك أجنبي لهذه السندات وبالتالي أكبر ممول للإنفاق العام في أميركا.وبلغت قيمة إصدارات سندات الخزانة الأميركية نحو 8 تريليونات دولار بنهاية فبراير 2024 حيث تصدّرت اليابان قائمة أكبر المستثمرين في سندات الخزانة الأميركية بإجمالي 1167.9 مليار دولار، تليها الصين باستثمارات تبلغ 775 مليار دولار، ثم المملكة المتحدة بـ700.8 مليار دولار، وحلت السعودية بالمرتبة 17 بين الدول المستثمرة.
تستخدم سندات الخزينة الأمريكية في احتساب أسعار الفائدة للتمويل طويل الاجل أي من خمس سنوات فاكثر وعادة ما تقارن هذه النسبة بأسعار معدل الفائدة للبنوك البريطانية LIBOR